# Obârșia, Arad
Obârșia este un sat în comuna Petriș din județul Arad, Crișana, România.

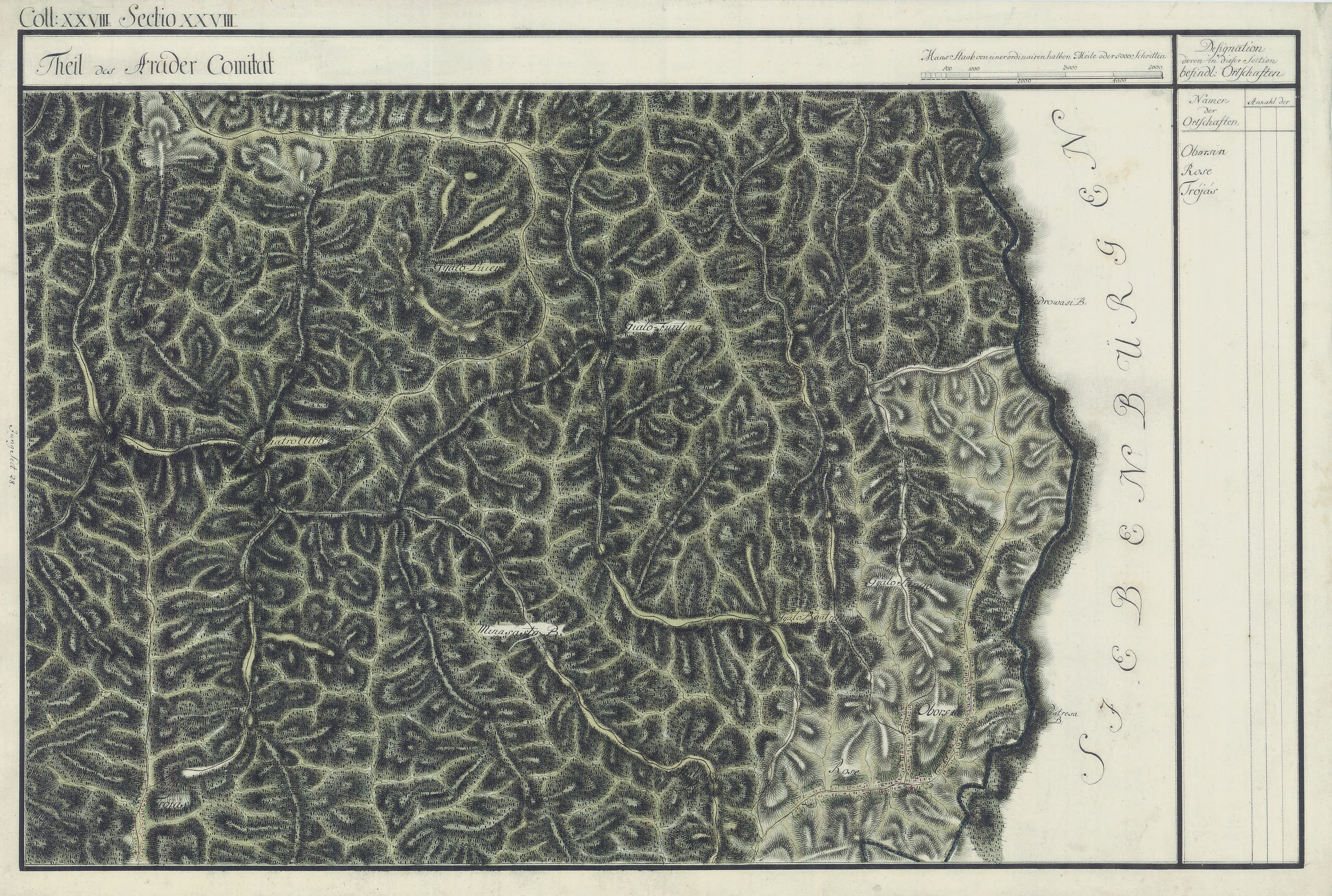
Obârșia în Harta Iosefină a Comitatului Arad